# Округ Стивенс (Оклахома)
Округ Стивенс (енгл. Stephens County) је округ у америчкој савезној држави Оклахома.

## Демографија
По попису из 2010. године број становника је 45.048, што је 1.866 (4,3%) становника више него 2000. године.
| Група             | 2000.          | 2010.          |
| Белци             | 37.228 (86,2%) | 37.173 (82,5%) |
| Афроамериканци    | 950 (2,2%)     | 870 (1,9%)     |
| Азијати           | 130 (0,3%)     | 221 (0,5%)     |
| Хиспаноамериканци | 1.709 (4,0%)   | 2.790 (6,2%)   |
| Укупно            | 43.182         | 45.048         |